# Wonderworld
Wonderworld es el séptimo álbum de estudio de la banda inglesa Uriah Heep. Fue lanzado en junio de 1974 por Bronze Records en Reino Unido y Warner Bros. Records en los Estados Unidos. Wonderworld fue el último álbum de Uriah Heep en el que participó el bajista Gary Thain.

## Grabación y producción
| “David [Byron] fue difícil en el mejor de los casos. Siempre estaba creando situaciones imposibles, pero Ken [Hensley] tampoco era un ángel. Estos aspectos fueron mucho más visibles que nunca en el álbum Wonderworld”. —Gerry Bron sobre la producción del álbum |

Uriah Heep comenzó a grabar Wonderworld en enero de 1974, sólo cuatro meses después del lanzamiento de su anterior álbum de estudio, Sweet Freedom. La banda terminó las grabaciones en marzo del mismo año. Wonderworld fue el segundo álbum de Uriah Heep grabado fuera del Reino Unido por motivos fiscales. Esta vez el lugar de grabación fue el estudio Musicland de Giorgio Moroder en Múnich. El guitarrista Mick Box ha dicho que hacer el álbum “fue una pesadilla infernal. Ken pasaba la mayor parte del tiempo llorando en su habitación, y David era simplemente un borracho increíble”. Además del creciente consumo de alcohol por parte de Byron, la adicción a la cocaína de Hensley comenzó a salirse de control.

## Ilustración y empaque
La portada exterior delantera del lanzamiento en vinilo original muestra a los miembros de Uriah Heep juntos como estatuas. Mick Box es el único sin camiseta ni zapatos. Hensley expresó más tarde su descontento con la portada. Según Box, se debería haber elegido una mejor imagen del baterista Lee Kerslake para la portada, porque se parece “a un gnomo que podría encontrar en mi propio jardín”.

## Lanzamiento
Wonderworld fue publicado en junio de 1974 por Warner Bros. Records y se convirtió en el séptimo álbum de estudio de Uriah Heep. Se publicó como un LP de vinilo, con cinco pistas en el lado uno y cuatro pistas en el lado dos del disco. Wonderworld debutó en el puesto número 23 en la lista Top Fifty de Record & Radio Mirror (posteriormente adoptada como UK Albums Chart).  A nivel internacional, el álbum tuvo una posición más alta: en Austria, alcanzó el puesto número dos en la lista, por debajo de Rampant de Nazareth. En Noruega y Finlandia, Wonderworld alcanzó los puestos número tres y cinco, respectivamente.

## Recepción de la crítica
Un escritor no especificado de Record World le otorgó el certificado de “Hit of the Week”, y escribió: “Los matices clásicos y la fuerte estructura mantienen intacto el pesado peso metálico”. Un escritor no especificado de Billboard comentó: “Heep es ahora tan comercial en su mezcla de instrumentación de heavy metal y voces top 40 como Led Zeppelin en «Stairway to Heaven»”.

## Lista de canciones
Todas las canciones escritas y compuestas por Uriah Heep, excepto donde esta anotado. 
| Lado uno |                            |              |          |  |
| N.º      | Título                     | Escritor(es) | Duración |  |
| 1.       | «Wonderworld»              | Ken Hensley  | 4:29     |  |
| 2.       | «Suicidal Man»             |              | 3:38     |  |
| 3.       | «The Shadows and the Wind» | Hensley      | 4:29     |  |
| 4.       | «So Tired»                 |              | 3:39     |  |
| 5.       | «The Easy Road»            | Hensley      | 2:43     |  |

| Lado dos |                        |                             |          |  |
| N.º      | Título                 | Escritor(es)                | Duración |  |
| 1.       | «Something or Nothing» | Mick Box Hensley Gary Thain | 2:56     |  |
| 2.       | «I Won't Mind»         |                             | 5:59     |  |
| 3.       | «We Got We»            |                             | 3:39     |  |
| 4.       | «Dreams»               | Box David Byron Hensley     | 6:10     |  |

## Posicionamiento

### Gráfica semanal
| Gráfica (1974)                      | Pico de posición |
| ----------------------------------- | ---------------- |
| Alemania (Offizielle Top 100)       | 7                |
| Australia (Kent Music Report)       | 19               |
| Austria (Ö3 Austria)                | 2                |
| Canadá (RPM Top Albums)             | 31               |
| Finlandia (Suomen virallinen lista) | 5                |
| Japón (Oricon Albums Chart)         | 76               |
| Noruega (VG-lista)                  | 3                |
| Reino Unido (UK Albums Chart)       | 23               |

### Gráfica de fin de año
| Gráfica (1974)                | Pico de posición |
| ----------------------------- | ---------------- |
| Alemania (Offizielle Top 100) | 40               |
| Austria (Ö3 Austria)          | 10               |

## Certificaciones y ventas
| País                                                     | Certificación | Ventas  |
| -------------------------------------------------------- | ------------- | ------- |
| Reino Unido (BPI)                                        | Plata         | 60 000* |
| *cifras de ventas basadas únicamente en la certificación |               |         |